# Protoproutia
Protoproutia là một chi bướm đêm thuộc họ Geometridae.